# Dirk Reith
Dirk Reith (* 26. Juni 1947) ist ein deutscher Komponist und Musikwissenschaftler. Er ist Professor für Komposition an der Folkwang Universität der Künste in Essen und Gründungsmitglied der GNMR (Gesellschaft für neue Musik Ruhr e.V.).

## Musikalischer Werdegang
Dirk Reith studierte Komposition an der Robert Schumann Hochschule in Düsseldorf bei Milko Kelemen, parallel dazu absolvierte er ein Toningenieurstudium.
Von 1974 bis 1976 studierte er Computer-Komposition am Institut of Sonology der Universität Utrecht bei Gottfried Michael Koenig. Anfang der 1970er Jahre begann er mit dem Aufbau des Elektronischen Studios der Folkwang-Hochschule Essen und der Erarbeitung eines speziellen Studiengangs für elektronische Komposition.
1986 war er innerhalb eines Forschungsvorhabens Leiter des Fachbereichs Musik in der Projektgruppe zur Planung des ZKM (Zentrums für Kunst und Medientechnologie in Karlsruhe). Seine Werke wurden in Europa, USA, Ostasien und Australien aufgeführt. Die Komposition „nested loops III“ für Klavier und Tonbänder wurde für die ICMC (International Computer Music Conference) 1986 in Den Haag ausgewählt. Die Komposition verSTIMMUNG wurde für die ICMC 1996 in Hong Kong ausgewählt und mit einer CD-Veröffentlichung ausgezeichnet. 2000 wurde bei der ICMC in Berlin die Komposition „Dialog“ für Altsaxophon, Tonband und Video aufgeführt. Von Reith gibt es zahlreiche Veröffentlichungen zur Kompositionstheorie in instrumentaler und elektronischer Musik und umfangreiche Forschungsvorhaben auf dem Gebiet der Computermusik. Er war als Gastdozent an Universitäten und Instituten in folgenden Ländern: Holland, Frankreich, Österreich, Italien, Bulgarien, Russland, USA, Australien, Israel, Japan und Korea.
Reith komponiert vornehmlich in  Verbindung mit mechanischen Instrumenten und Elektronik, multimedialen Bühnenprojekten und auf dem Gebiet der algorithmischen Komposition.
Dirk Reith ist Professor für Komposition an der Folkwang Hochschule Essen und war bis Oktober 2011 künstlerischer Leiter des ICEM (Institut für Computer-Musik und elektronische Medien), sowie Begründer des Internationalen Festivals für Computer-Musik und Medienkunst EX MACHINA in Essen.

## Sonstiges
Dirk Reith ist Gründungsmitglied der GNMR (Gesellschaft für neue Musik Ruhr e.V.) und war dort über 10 Jahre Vorstandsmitglied. Von 1996 bis 2000 war er Vorstandsvorsitzender der GNMR. Zwischen 1997 und 2003 leitete er die Arbeitsgemeinschaften Multimedia und Kunst NRW und die Arbeitsgemeinschaft Interaktive Medienbühne des MSWWF (Ministeriums für Schule, Weiterbildung, Wissenschaft und Forschung des Landes Nordrhein-Westfalen). Im Jahre 1997 gründete er zusammen mit Dietrich Hahne das internationale Festival november music in Essen. Dieses Festival findet jährlich zusammen mit der Niederländischen und Belgischen Sektion von november music statt.
Zu seinen Schülern gehören u. a. Achim Bornhöft, Ludger Brümmer, Dietrich Hahne, Friedhelm Hartmann, Thomas Neuhaus und Ralf Ollertz.